# Sylvia (ballet)

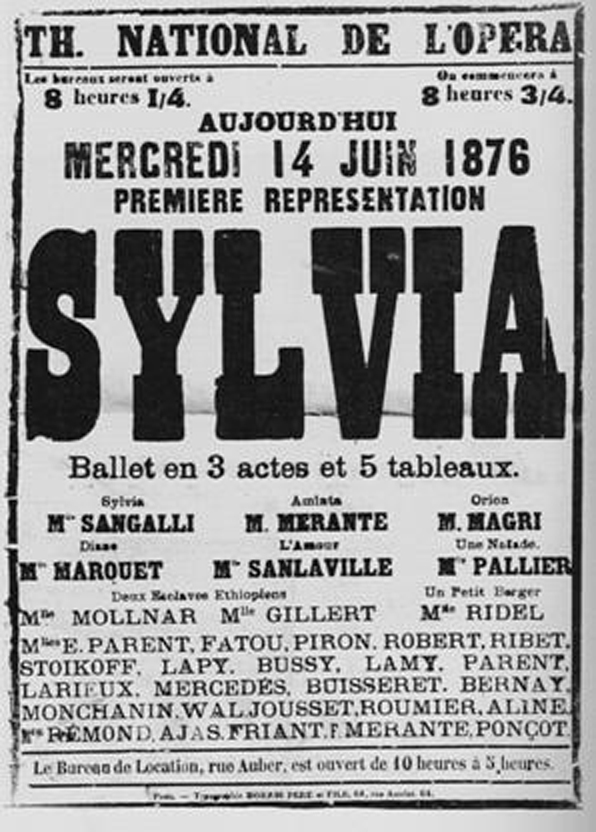
Cartel para el estreno de Sylvia en la Ópera de París. 1876.

Sylvia, originalmente Sylvia ou La Nymphe de Diane (del francés: Sylvia o la ninfa de Diana) es un ballet en tres actos, con coreografía de Louis Mérante y música de Léo Delibes, estrenado el 14 de junio de 1876 en París. En muchos sentidos, Sylvia es un típico ballet clásico, si bien tiene muchas características interesantes que lo hacen único. Sylvia es notable por el escenario mitológico de la Arcadia, sus creativas coreografías, su amplia escenografía, su gran influencia en las artes y, sobre todo, su notable partitura.
Los orígenes del ballet se encuentran en el poema Aminta (1573) de Torquato Tasso que describe la trama básica usada en la obra. Jules Barbier y el Barón de Reinach la adaptaron para la Ópera de París. Delibes realizó un arreglo del ballet para piano en 1876 y una suite orquestal, basada en números del mismo, que se estrenó en 1880.
Cuando Sylvia fue estrenada el 14 de junio de 1876 en el Palais Garnier, fue ignorada ampliamente. De hecho, las primeras siete producciones de Sylvia no tuvieron éxito. Fue con su recuperación en 1952, con una coreografía nueva de Sir Frederick Ashton, que se popularizó. La exitosa puesta en escena de Ashton se usó en las producciones de 1997, 2004 y 2005, y casi todas están basadas en su coreografía de 1952. El número más popular del ballet es el Pizzicato (escuchar).

## Historia

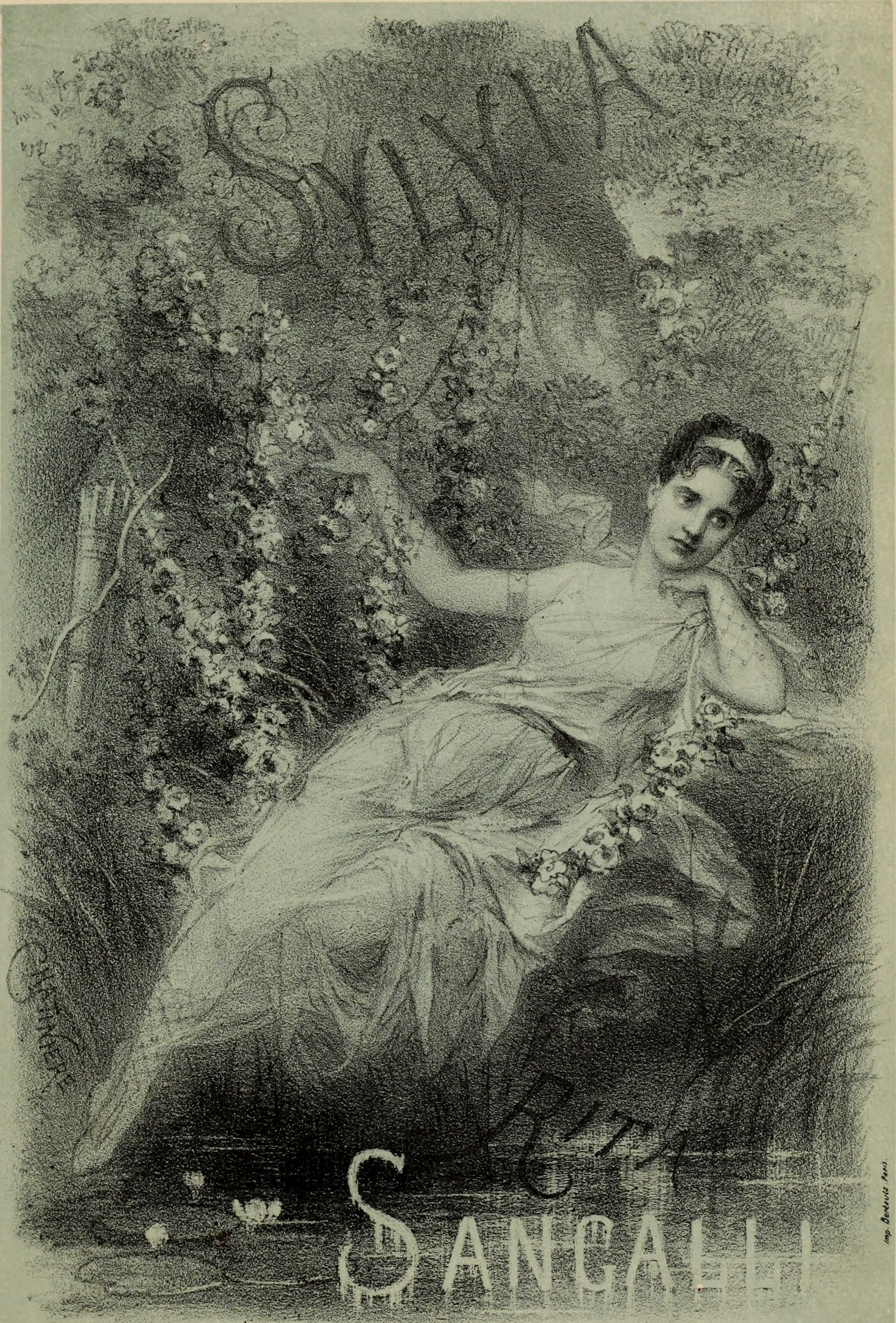
Rita Sangalli como Sylvia en la primera producción de 1876.

En 1875 la Ópera de París escogió el libreto de Barbier y Reinach para Sylvia. Louis Mérante fue escogido para coreografiarlo, elección basada principalmente en su inmensa experiencia en el campo y su puesto de premier maître de ballet de la Ópera de París. Todos los otros coreógrafos posibles no estaban disponibles en aquel tiempo.
El primer ensayo de Sylvia fue el 15 de agosto de 1875, con solo el primer tercio de la música finalizada. A lo largo de la preparación del ballet, la partitura fue constantemente modificada por Delibes, a menudo con la ayuda de Mérante y Rita Sangalli, la bailarina principal. El avance de la partitura fue un proceso intrincado, lleno de numerosas revisiones y nuevos comienzos. Fue Mérante especialmente quien  exigió mucho a Delibes. Constantemente pedía cambios en la partitura para acomodarla a su coreografía, en lugar de hacer lo contrario; con todo, Léo Delibes hizo los cambios en el tiempo prudente.
Fue el primer ballet en ser presentado en la recientemente construida Ópera del Garnier el 14 de junio, y lo hizo así con extravagancia. Esta intención demostraría ser, en ciertos momentos, excesiva. La pródiga escenografía de Jules Chéret fue pobremente iluminada, haciendo decaer la calidad de la producción. Sin embargo, los vestuarios diseñados por Eugène Lacoste fueron bien apreciados. Al final, la partitura de Delibes salvó la producción. Sin esta música tan apreciada, el ballet pronto hubiese caído en una oscuridad absoluta.
A los 27 años, Rita Sangalli era entonces la bailarina principal del Ballet de la Ópera de París, por ello fue la obvia elección para protagonizar Sylvia. De Sangalli se ha dicho que tenía una «magnífica constitución», pero no un talento espectacular para la danza. No obstante, ella fue la única bailarina que entonces presentó el papel, e incluso en una ocasión el ballet tuvo que ser cancelado temporalmente cuando ella se lesionó.

## Coreografía

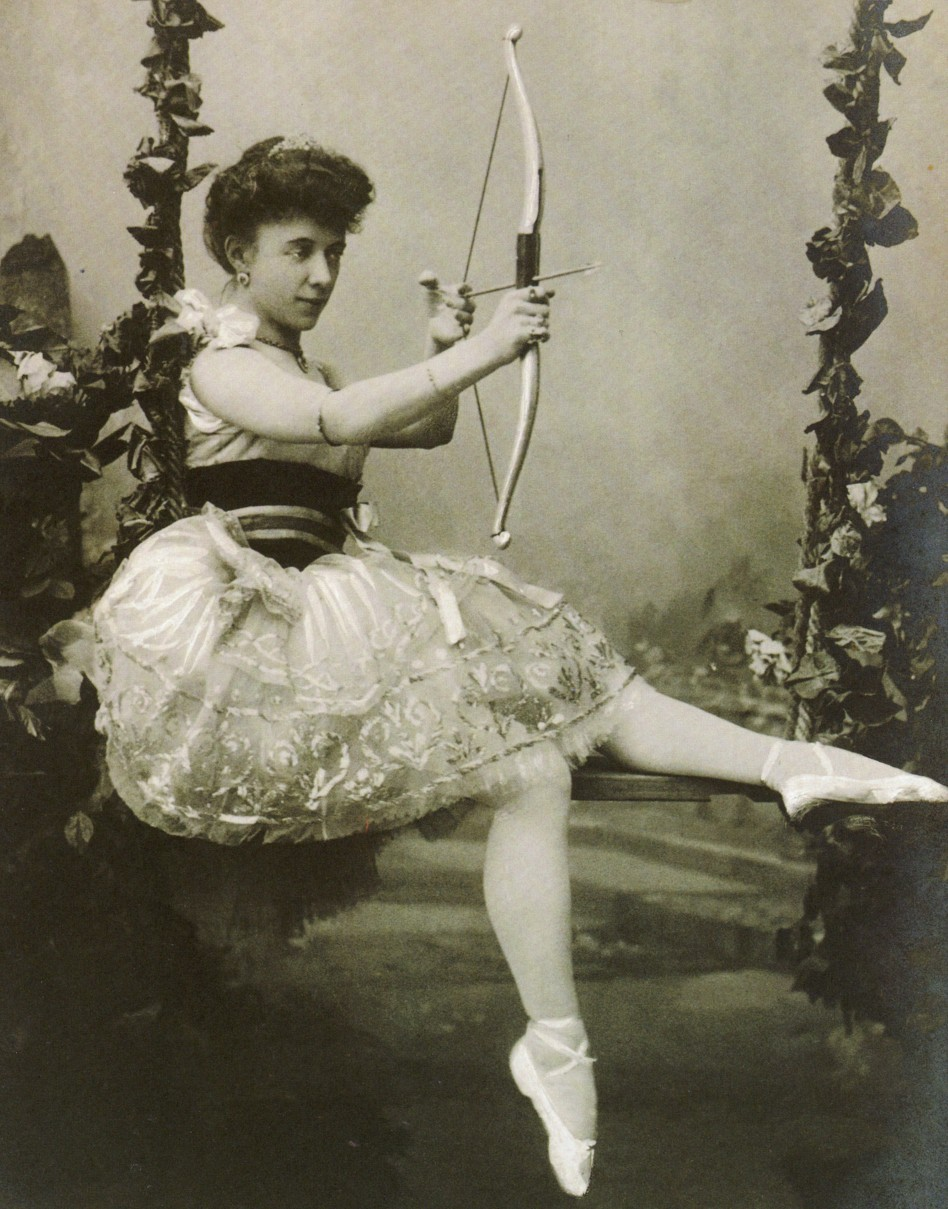
Olga Preobrazhénskaya como la Sylvia de Leo Delibes.

Generalmente, Sylvia es considerado un ballet clásico. Se desarrolla en un marco mítico no específico y con una partitura romántica de fines del siglo XIX, lo que le da la sensación de estilo antiguo. Sin embargo, de muchas formas, fue muy revolucionario para su época. La partitura fue y aún es reconocida por su grandeza. La obra de Delibes es, ciertamente, el aspecto mejor apreciado del ballet por su innovación, creatividad y madurez.
Coreográficamente, Sylvia también se adelantó su tiempo. La coreografía de Mérante de 1876 (y todas las siguientes) fueron consideradas bastante revolucionarias tanto para las bailarinas como para los bailarines de los diversos elencos, algo no escuchado hasta entonces. Pese a tales innovaciones, la coreografía original para Sylvia tiene aún mucho del ballet del romanticismo tardío.
La Sylvia de Ashton es mucho más contemporánea, y si bien se conserva en ella una sensación clásica, ha sido modernizada. En su trabajo de 1952, Sylvia incorporó técnicas novedosas e interesantes como la mezcla de mimo y danza y un trabajo de pies más intrincado, típico de Ashton. Como diría el escritor Arnold Haskell, «... acepta en Sylvia el desafío de hacer frente a la música de aquella época sin caer en el pastiche; y nunca deja de lograr que el movimiento que ha planificado parezca tan moderno como 'pasado'». Tal como Gillian Murphy observó, en la actual producción del American Ballet Theatre (en 2005), esta coreografía fue un gran desafío, en especial para Sylvia, el rol principal. Ashton hizo el ballet pensando específicamente en el talento y la habilidad de Margot Fonteyn. De ese modo, cualesquiera que haga el papel debería poder hacer todo lo que ella pudo, y en aquel entonces «su nivel de danza [era] inigualable»(Barnes).
Es notable que esta coreografía ofrezca unos pocos pas de deux difíciles, entre ellos uno espectacular en el tercer acto, que constituye el clímax del ballet.

## Música

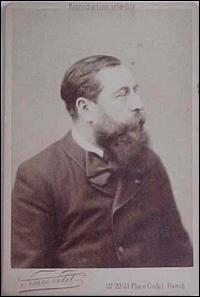
Foto tomada a Leo Delibes en un estudio de la Ópera de París. Fotógrafo desconocido. 1875.

Sylvia, y Coppélia antes de este, a menudo son considerados como dos de los primeros ballets modernos por sus novedosas partituras. El mismo Chaikovski puso énfasis en la ingeniosidad de Sylvia a su amigo y colega Sergéi Tanéyev, considerándolo «...el primer ballet, donde la música no sólo es el principal interés, sino el único. ¡Qué encanto, qué elegancia, qué riqueza melódica, rítmica, armónica!» Si bien este comentario parece ser algo hiperbólico, dice algo muy importante de lo singular que tiene el ballet. La partitura de Sylvia es variada y rica, y sobresale, poniendo la atención en la escenografía, los bailarines y el vestuario. En lugar de permanecer al fondo, dando solamente un carácter y un modo, la partitura de Delibes lleva la «acción». La música de Sylvia fue también notable por su uso novedoso y más desarrollado del leitmotiv. Tal opción estilística era característica de Delibes, gran admirador de Wagner. Incluso, son muy obvios los ecos de la influencia de Wagner en su música como en su naturaleza «sinfónica», tal como lo ha descrito Ivor Forbes Guest en la edición de 1954 de The Ballet Annual.
Otra característica interesante de la música de Delibes es su marcado uso de las maderas y los metales en la orquestación, en especial en el poderosamente característico preludio. Delibes fue también uno de los primeros compositores en escribir para el saxofón alto, un instrumento que es muy empleado en las secciones más pesadas de los instrumentos de viento, tal como sucede en la barcarola del Acto III.
Esta partitura hoy tan notable es significativamente más famosa por dos secciones en particular, el ya mencionado Preludio al primer acto y el Pizzicati en el tercero. La última, la más conocida, es un ejemplo bien popular del estilo pizzicato. Esta sección, de acuerdo con el The New Grove Dictionary of Music and Musicians, «es tradicionalmente interpretada en un estilo entrecortado y vacilante que parece no formar parte de la concepción de Delibes». Su popularidad es mayor por su uso en la banda sonora de varios dibujos animados y películas. Se puede escuchar un fragmento aquí.

### Influencia
Sin duda, el aspecto más entrañable de Sylvia es su brillante composición musical, de modo que la mayor parte de su influencia en el mundo ha sido de esa índole. Tomemos, por ejemplo, El lago de los cisnes. Este famoso ballet fue escrito poco antes de que Sylvia fuese estrenada, y generalmente es considerado como uno de los mejores ballets de aquella época. Sin embargo, el mismo Chaikovski, el compositor de El lago de los cisnes, dijo que prefería Sylvia a sus propias obras, considerando a sus obras maestras un "pobre relleno en comparación". Chaikovski le diría a Sergéi Tanéyev: «Estaba avergonzado. Si hubiese conocido esta obra un poco antes, por supuesto que no habría compuesto El lago de los cisnes». Ya desde entonces, Sylvia ha influido en muchos otros compositores y coreógrafos, tales como George Balanchine, Vincent d'Indy, Camille Saint-Saëns y Claude Debussy.

## Libreto
Un chico ama a una chica, la chica es capturada por un malvado, la chica es rescatada para el chico por dios
Sir Frederick Ashton, quien coreografió Sylvia en 1952.

A menudo, el libreto de Sylvia es considerado como uno de los puntos débiles del ballet. La trama en esencia no tiene mucha acción ni es particularmente cautivadora. De hecho, cuando Frederick Ashton recoreografió el ballet en los años 1950, intentó volver a trabajar la historia para hacerla más interesante (pero siempre conservando sus temas clásicos) pues reconoció en este aspecto del ballet una debilidad potencial. Para su producción de 2004, Morris simplificó la historia por las mismas razones. La consideró «una gran y maravillosa mezcolanza de mitología e historia», de modo que la cambió para hacerla más «clara y hermosa».

### Acto I: Un bosque sagrado
El ballet comienza con una escena de adoración en la que las criaturas del bosque danzan ante el dios del amor, Eros. Aminta, un humilde pastor, tropieza con ellas, interrumpiendo su ritual. Entonces Sylvia, objeto de deseo de Aminta, llega a escena junto a su grupo de cazadoras para burlarse de Eros. Aminta procura esconderse, pero Sylvia descubre a su acosador e, irritada, dispara su arco hacia Eros. Aminta protege a la deidad y por ello queda herido. En respuesta Eros dispara a Sylvia, quien queda herida, no gravemente, pero lo suficiente como para ser conducida fuera de escena.
Entonces también se nos revela un cazador, Orión, que observa a Sylvia, y se le ve celebrando cuando Aminta queda inconsciente. Se oculta nuevamente cuando vuelve Sylvia; esta vez ella es comprensiva con Aminta. Mientras que las cazadoras se lamentan por su víctima, Sylvia es secuestrada por Orión. Los campesinos se afligen por Aminta hasta que un disimulado Eros restablece al pastor. Entonces Eros revela su verdadera identidad e informa a Aminta acerca de las acciones de Orión.

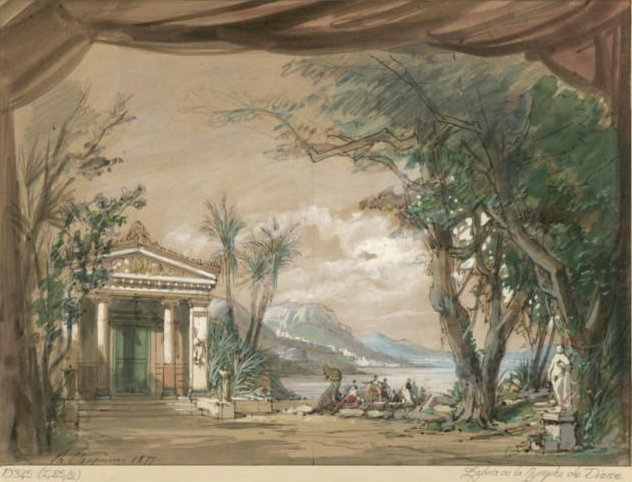
Sylvia ou La nymphe de Diane: Diseño de Philippe Chaperon (1823-1906), para el decorado del acto III, escena 2: Palacio de Diana

### Acto II: Una cueva en la Isla de Orión
Cautiva y oculta en la isla de Orión, Sylvia es tentada por este con joyas y vino, todo inútilmente. Ahora, Sylvia se aflige por Aminta, acariciando nostálgicamente la flecha que le disparó al pecho. Cuando Orión se la arrebata, Sylvia logra que su captor se embriague hasta quedar inconsciente, recupera su flecha y ruega a Diana por ayuda. Las invocaciones de Sylvia no son vanas, pues rápidamente llega Diana y revela a la implorante una visión de Aminta esperándola. El dúo parte hacia el templo de esta, donde el amor de Sylvia la aguarda fervientemente.

### Acto III: En el Palacio de Diana
Aminta llega al templo de Diana donde se encuentra la celebración de una bacanal pero no a Sylvia, que pronto llegará con Diana. Después de algunos momentos llenos de júbilo en la reunión, aparece Orión, buscando a Sylvia. Este lucha con Aminta; Sylvia se oculta en la capilla de Diana y Orión trata de perseguirla. Diana, la diosa de la caza, ultrajada por el atrevimiento, mata de un flechazo violentamente a Orión y prohíbe el enlace de Aminta y de Sylvia. Entonces el compasivo Eros ofrece a Diana una visión: La diosa recuerda su amor pasado por el joven Endimión, que también era un pastor. Entonces, Diana cambia de sentimientos y abroga su decreto. Así, Aminta y Sylvia se unen bajo la buena voluntad de las deidades.

## Personajes

### Papeles principales
- Sylvia -- Una ninfa casta y cazadora, sirviente a la diosa Diana y objeto del deseo de Aminta.
- Aminta -- Un sencillo y joven pastor que está enamorado de Sylvia. Paralelos pueden ser hallados en la historia de Endimión, otro pastor que fue un amor juvenil de Diana.
- Eros -- El dios griego del amor, destacado en el ballet como objeto de gran adoración y desprecio.
- Diana -- La diosa griega de la caza y la castidad. Es en el templo de Diana donde tiene lugar la bacanal del tercer acto.
- Orión -- Un malvado cazador que acecha a Sylvia y la secuestra.

### Papeles menores
- Asistentes a la caza -- Grupo de cazadoras a la que pertenece Sylvia.
- Cabras -- Dos cabras que van a ser sacrificadas como tributo a Baco pero que se salvan gracias a la conmoción causada por Orión.
- Náyades.
- Dríades.
- Faunos.
- Campesinos.

Fuente:

## Otras producciones

### 1952:Ballet Real, Frederick Ashton
Frederick Ashton re-coreografió Sylvia en 1952. Cuenta la historia que lo que despertó el interés de Ashton por este ballet fue un sueño que tuvo en 1946. En aquel sueño, Delibes encomendaba a Ashton la revitalización de su poco apreciado ballet y Ashton, al despertar, tomó la labor en sus manos. El maestro coreografió Sylvia con un fuerte énfasis en el rol principal; de hecho, diseñó todo el ballet como un homenaje a Margot Fonteyn, la bailarina principal con la que trabajaba entonces. Clive Barnes, un respetado crítico teatral estadounidense, comentó, «todo el ballet es una guirnalda presentada a la ballerina por su coreógrafo». Esta «guirnalda» fue producida por el Ballet Real y fue presentada por primera vez en la Royal Opera House de Londres el 3 de septiembre de 1952. Ashton cambió también un poco el libreto de Barbier en esta producción, buscando maximizar el interés en la historia.
Margot Fonteyn interpretó el papel principal de Sylvia cuando se comenzó a presentar esta versión. Aminta fue interpretado por Michael Somes, Orión por John Hart y Eros por Alexander Grant.
La coreografía de Frederick Ashton complementa bien la música, permaneciendo fiel al espíritu de la producción original e incorpora además técnicas modernas que agregan su toque singular.

### 2004: Ballet de San Francisco, Mark Morris
Cuando el Ballet de San Francisco inauguró su producción de Sylvia en abril de 2004, era la primera vez que el ballet completo era presentado en los Estados Unidos. Esta producción también es la única reciente que no está basada en el trabajo de Ashton. A pedido de Helgi Tomasson, Mark Morris la coreografió basado en la producción original de 1876 y acercándose bastante a la metodología y estilo de Mérante. Como Morris dijo, «Estoy usando la partitura y el libreto exactamente como fueron elaborados». Lo que está detrás de la idea de Morris es muy simple: la naturaleza de la música está enlazada inextricablemente con la coreografía de Louis Mérante, una consecuencia de las circunstancias de la composición. Así, la recuperación de Morris de Sylvia es más fiel al original que cualquier otra producción reciente. Sylvia del Ballet de San Francisco retornó el 21 de abril de 2006 y se presentó hasta el 7 de mayo de aquel año, después de las exitosas temporadas de 2004 y 2005. En el estreno de 2004, Yuan Yuan Tan interpretó el rol principal.

### 2004: Ballet Real, Frederick Ashton
Esta producción de Sylvia, la tercera del Ballet Real, fue presentada entre el 4 de noviembre y el 3 de diciembre de 2004, como parte de la Ashton 100 celebration, una temporada dedicada al gran coreógrafo y fundador de la compañía. El ballet fue recreado por Christopher Newton quien reconstruyó (tanto a partir de registros mentales como visuales) la coreografía original de Ashton y la puso en escena para el Ballet Real. Mientras se presentó, tuvo tres elencos diferentes. El primero estaba formado por Darcey Bussell y Jonathan Cope, el segundo por Zenaida Yanowsky y David Makhateli, y el tercero por Marianela Nuñez y Rupert Pennefather.

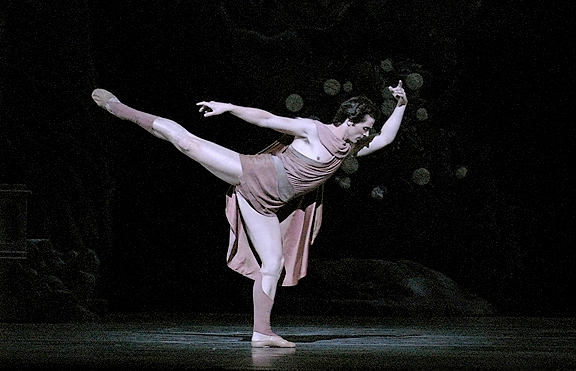
Ángel Corella interpretando el rol de Aminta en el ballet Sylvia, coreografía de Frederick Ashton, 2005

### 2005: American Ballet Theatre, Frederick Ashton
La Sylvia de Ashton también fue re-escenificada por Christopher Newton en la Ópera del Metropolitan en 2005, donde fue presentada por el American Ballet Theatre. La versión de Newton está abreviada (originalmente, Sylvia tenía partes con la música de un ballet anterior de Delibes, La Source) para ser ofrecida en dos actos, con una pausa musical en lugar del segundo intermedio.
La última producción de la Ópera del Metropolitan, la del 4 de junio del 2005, tuvo a Paloma Herrera como Sylvia, Ángel Corella como Aminta, Jesús  Pastor como Orión, Craig Salstein como Eros y Carmen Corella como Diana.

## Usos en el cine y televisión
Como ya se ha mencionado, el Pizzicati ha sido empleado en varios dibujos animados y series televisivas, generalmente con un efecto cómico (también apareció en los programas de Chespirito). El último empleo notorio fue en la película Babe (Babe, el cerdito valiente, 1995) de Chris Noonan, en el CD de la banda sonora Babe: Original Motion Picture Soundtrack lo encontramos en la pista «Anorexic Duck Pizzicati» («Los Pizzicati del pato anoréxico»).
También fragmentos de la música de Sylvia ha formado parte de la banda sonora de la versión sonorizada de Gli Ultimi giorni di Pompeii (1913) de Mario Caserini.

## Lista de producciones
| Premiere                | Compañía de ballet                                          | Coreógrafo                                     | Bailarines Principales                             | Notas | Fuente        |
| ----------------------- | ----------------------------------------------------------- | ---------------------------------------------- | -------------------------------------------------- | --- | ------------- |
| 14 de junio de 1876     | Ballet de la Ópera de París                                 | Mérante                                        | Rita Sangalli                                      | Estreno mundial | [ 5 ]         |
| 1892                    | Ballet de la Ópera de París                                 | Mérante                                        | Rosita Mauri                                       | Escenografías perdidas en un incendio 2 años después                                                                             | [ 5 ]         |
| 26 de enero de 1896     | Ballet del Teatro alla Scala                                | Giorgio Saracco (sobre el original de Mérante) | Carlotta Brianza, M. Garrony                       | | [ 23 ]        |
| 2 de diciembre de 1901  | Ballet Mariinski                                            | Ivanov; Gerdt; Legat                           | Olga Preobrajenska                                 | Provocó la emigración de Diaghilev de Rusia.                                                                                     | [ 8 ]         |
| 18 de mayo de 1911      | Teatro Imperial                                             | Fred Farren                                    | Lydia Kyasht                                       | Ballet en un acto, libreto de C. Wilhelm, música arreglada por C. Clarke                                                         | [ 23 ]        |
| 19 de diciembre de 1919 | Ballet de la Ópera de París                                 | Staats                                         | Carlotta Zambelli                                  | Ninguno | [ 8 ] [ 5 ]   |
| 5 de febrero de 1941    | Ballet de la Ópera de París                                 | Lifar                                          | Lycette Darsonval; Serge Lifar                     | Ninguno | [ 23 ]        |
| 1 de diciembre de 1950  | New York City Ballet                                        | Balanchine                                     | Maria Tallchief; Nicholas Magallanes               | Versión abreviada | [ 24 ] [ 25 ] |
| 3 de septiembre de 1952 | Ballet del Sadler's Wells, actual Ballet Real de Birmingham | Ashton                                         | Margot Fonteyn; Michael Somes                      | La producción más conocida | [ 7 ]         |
| 20 de agosto de 1964    | American Ballet Theatre                                     | Balanchine                                     | Sonia Arova; Royes Fernández                       | Reproducción de 1950. Primera muestra en EU.                                                                                     | [ 24 ] [ 25 ] |
| 9 de junio de 1965      | Sección de giras del Ballet Real                            | Ashton                                         | Margot Fonteyn; Attilio Labis                      | Tercer acto abreviado y nueva variación de Aminta                                                                                | [ 10 ]        |
| 18 de diciembre de 1967 | Ballet Real                                                 | Ashton con algunas alteraciones                | Nadia Nerina; Gary Sherwood                        | Un acto | [ 10 ]        |
| 1979                    | Ballet de la Ópera de París; Ballet Central de China        | Darsonval                                      | Desconocido                                        | Ninguno | [ 6 ]         |
| 1993                    | Ballet Real de Birmingham                                   | Bintley                                        | Desconocido                                        | Ninguno | [ 8 ]         |
| 1997                    | Ballet de la Ópera de París                                 | Neumeier                                       | Aurelie Dupont; Manuel Legris                      | Esta producción fue subtitulada Tres Poemas Coreográficos sobre un Tema Mítico y no hace casi ningún uso de la trama de Barbier. | [ 26 ] [ 27 ] |
| 2004                    | Ballet Real                                                 | Ashton                                         | Darcey Bussell, Zenaida Yanowsky o Marianela Nuñez | Recientemente presentado | [ 22 ]        |
| 30 de abril de 2004     | Ballet de San Francisco                                     | Morris                                         | Yuan Yuan Tan, Yuri Possokhov                      | Recientemente presentado | [ 19 ] [ 17 ] |
| 4 de junio de 2005      | American Ballet Theatre                                     | Ashton                                         | Paloma Herrera; Ángel Corella                      | Recientemente presentado; solo 2 actos                                                                                           | [ 7 ]         |

Esta lista solo menciona las producciones más comentadas o significativas; sin embargo, hay muchas realizaciones de breves fragmentos, especialmente en Londres.